# Saint-Saviol
Saint-Saviol est une ancienne commune du Centre-Ouest de la France située dans le département de la Vienne, en région Nouvelle-Aquitaine. Le 1er janvier 2024, la commune fusionne avec Saint-Macoux pour créer la commune nouvelle de Val-de-Comporté.

## Géographie
Les habitants du village sont appelés les Saint-Saviolais et les Saint-Saviolaises.
Les hameaux de la commune sont : Fayolle, Les poiriers, Le ravary, La croix Bardon, Le bourg, Les hommes guillaume, La gare, Les audonneries, Peusec, Roche papillon, La grosse borne, Le grand pas, Chalbret, Bessigny, La roche, Bonnevie, L'échelle, La barretière, Chez boisson, La bescent, Reffoux, Creuillère, Comporté, Le breuil, Puypousin.

### Communes limitrophes
|                                  |              |                         |
| Linazay Limalonges (Deux-Sèvres) | Saint-Saviol | Saint-Pierre-d'Exideuil |
|                                  | Saint-Macoux | Saint-Gaudent           |

### Évolution du territoire
Le 1er janvier 2024, les communes de Saint-Macoux et Saint-Saviol fusionnent sous le régime de la commune nouvelle, pour former la commune de Val-de-Comporté. Les trois anciennes communes deviennent communes déléguées. Le chef-lieu est fixé à la mairie l'ancienne commune de Saint-Saviol.

### Géologie et relief
La région de Saint-Saviol présente un paysage de plaines vallonnées plus ou moins boisées et de vallées. Le terroir se compose :
- pour 57 % par des groies moyennes de la Saintonge boisée et des groies profondes dans les plaines. Les groies sont des terres du sud-ouest de la France, argilo-calcaires, peu profondes  - en général de moins de 50 cm d’épaisseur – et  plus ou moins riches en cailloux. Elles sont fertiles et saines et donc, propices à la polyculture céréalière.
- pour 12 % de calcaire dans les vallées et les terrasses alluviales,
- pour 30 % de Terres Rouges plus ou moins profondes sur les plateaux. Ce sont des sols acajou, siliceux, dérivés d’argiles ferrugineuses à silex provenant d’épandages superficiels du Massif Central.

En 2006, 84 % de la superficie de la commune était occupée par l'agriculture, 9 % par des forêts et des milieux semi-naturels et 7 % par des zones construites et aménagées par l'homme (voirie).

### Hydrographie
La commune est traversée par la Charente sur une longueur de 4,3 km.

### Climat
Pour des articles plus généraux, voir Climat de la Nouvelle-Aquitaine et Climat de la Vienne.
Historiquement, la commune est exposée à un climat océanique du nord-ouest.  
En 2020, Météo-France publie une typologie des climats de la France métropolitaine dans laquelle la commune est exposée à un climat océanique altéré et est dans la région climatique  Poitou-Charentes, caractérisée par un bon ensoleillement, particulièrement en été et des vents modérés.
Pour la période 1971-2000, la température annuelle moyenne est de 11,9 °C, avec  une amplitude thermique annuelle de 14,9 °C. Le cumul annuel moyen de précipitations est de 907 mm, avec 10,9 jours de précipitations en janvier et 7,3 jours en juillet. Pour la période 1991-2020 la température moyenne annuelle observée sur la station météorologique la plus proche, située sur la commune de Civray à 4 km à vol d'oiseau, est de 12,6 °C et le cumul annuel moyen de précipitations est de 841,4 mm,. Pour l'avenir, les paramètres climatiques de la commune estimés pour 2050 selon différents scénarios d’émission de gaz à effet de serre sont consultables sur un site dédié publié par Météo-France en novembre 2022.

### Voies et transports
La commune a une gare qui est desservie par la ligne SNCF: Paris-Bordeaux-Hendaye.
Les autres gares et haltes ferroviaires proches de la commune sont:
- la halte d'Épanvilliers 10,5 km,
- la halte ferroviaire d'Anché-Voulon à 24,2 km,
- la gare de Ruffec à 11,9 km,
- la halte de Luxé à 29 km.

Les aéroports les plus proches de la commune sont:
- Aéroport international Angoulême-Cognacà 45 km,
- Aéroport de Poitiers-Biard à 51 km,
- Aérodrome Niort - Marais Poitevin à 53 km.

## Urbanisme

### Typologie
Saint-Saviol est une commune rurale, car elle fait partie des communes peu ou très peu denses, au sens de la grille communale de densité de l'Insee,,,.
La commune est en outre hors attraction des villes,.

### Occupation des sols

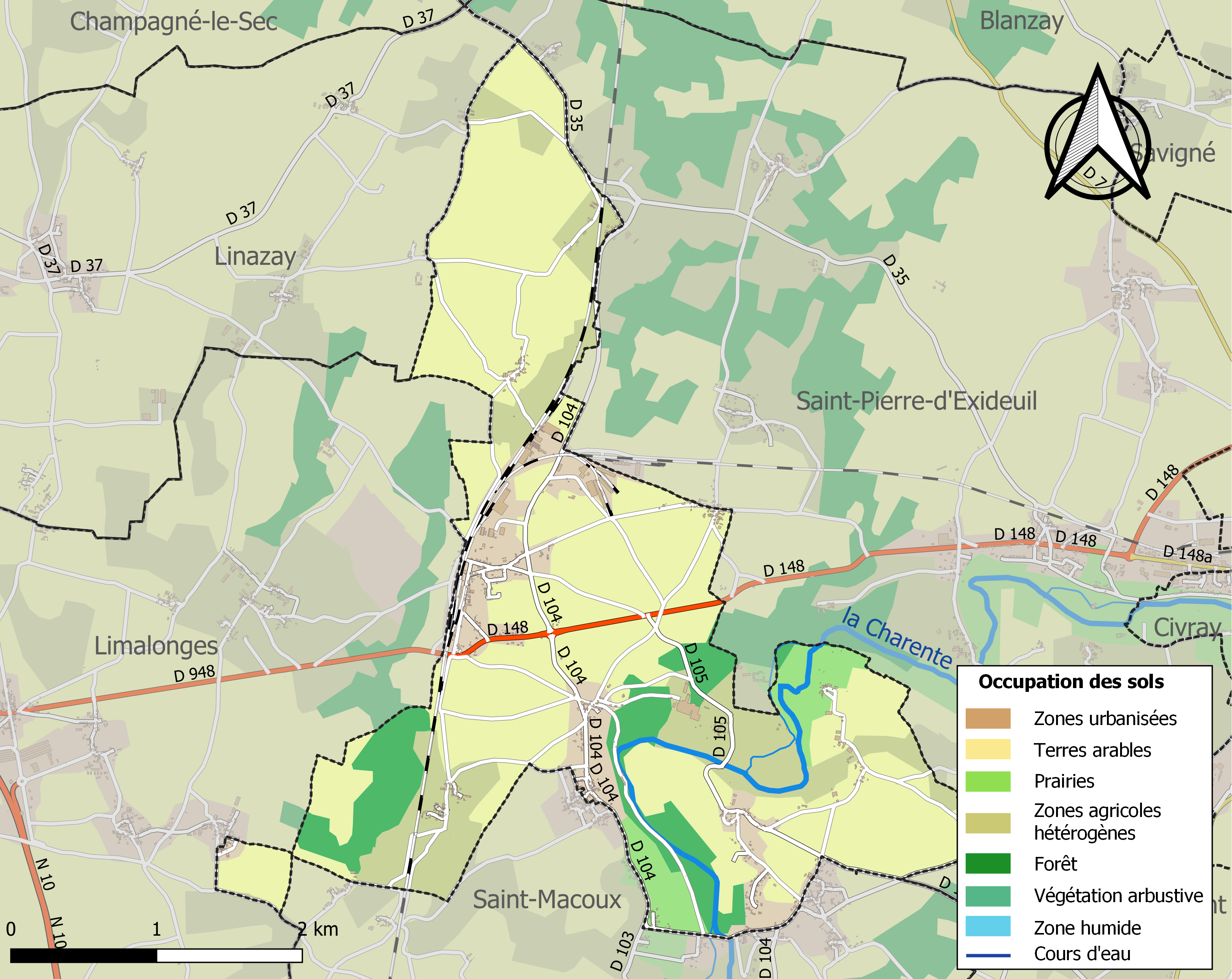
Carte des infrastructures et de l'occupation des sols de la commune en 2018 (CLC).

L'occupation des sols de la commune, telle qu'elle ressort de la base de données européenne d’occupation biophysique des sols Corine Land Cover (CLC), est marquée par l'importance des territoires agricoles (80,1 % en 2018), néanmoins en diminution par rapport à 1990 (84,4 %). La répartition détaillée en 2018 est la suivante : 
terres arables (59,1 %), zones agricoles hétérogènes (16,6 %), forêts (8,9 %), zones industrielles ou commerciales et réseaux de communication (6,3 %), zones urbanisées (4,6 %), prairies (4,4 %).
L'IGN met par ailleurs à disposition un outil en ligne permettant de comparer l’évolution dans le temps de l’occupation des sols de la commune (ou de territoires à des échelles différentes). Plusieurs époques sont accessibles sous forme de cartes ou photos aériennes : la carte de Cassini (XVIIIe siècle), la carte d'état-major (1820-1866) et la période actuelle (1950 à aujourd'hui).

### Risques majeurs
Le territoire de la commune de Saint-Saviol est vulnérable à différents aléas naturels : météorologiques (tempête, orage, neige, grand froid, canicule ou sécheresse), inondations, mouvements de terrains et séisme (sismicité modérée). Il est également exposé à deux risques technologiques,  le transport de matières dangereuses et la rupture d'un barrage. Un site publié par le BRGM permet d'évaluer simplement et rapidement les risques d'un bien localisé soit par son adresse soit par le numéro de sa parcelle.

#### Risques naturels
Certaines parties du territoire communal sont susceptibles d’être affectées par le risque d’inondation par débordement de cours d'eau, notamment la Charente. La commune a été reconnue en état de catastrophe naturelle au titre des dommages causés par les inondations et coulées de boue survenues en 1982, 1993, 1995, 1999 et 2010,.

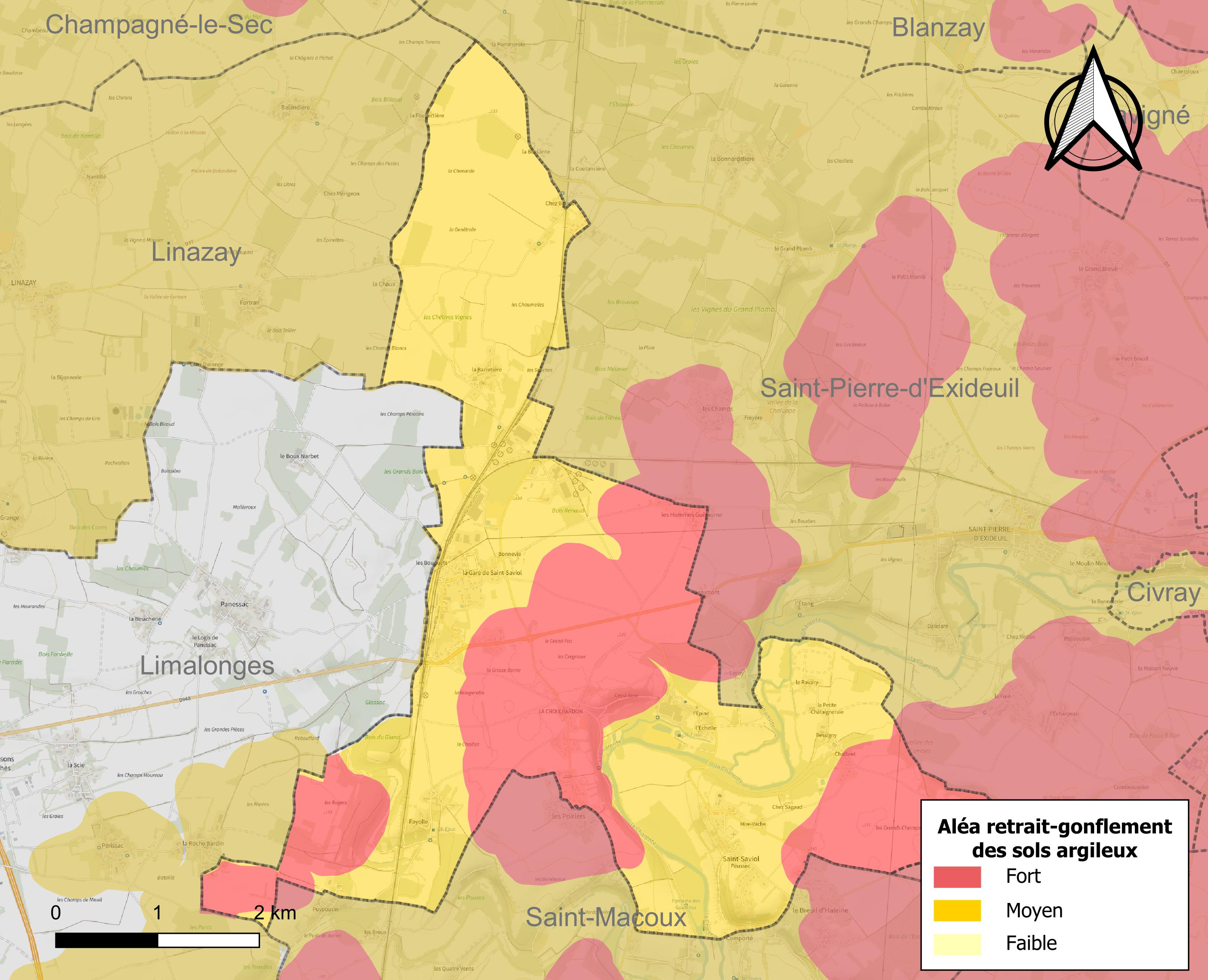
Carte des zones d'aléa retrait-gonflement des sols argileux de Saint-Saviol.

Les mouvements de terrains susceptibles de se produire sur la commune sont des tassements différentiels. Le retrait-gonflement des sols argileux est susceptible d'engendrer des dommages importants aux bâtiments en cas d’alternance de périodes de sécheresse et de pluie. 99,9 % de la superficie communale est en aléa moyen ou fort (79,5 % au niveau départemental et 48,5 % au niveau national). Depuis le 1er octobre 2020, en application de la loi ÉLAN, différentes contraintes s'imposent aux vendeurs, maîtres d'ouvrages ou constructeurs de biens situés dans une zone classée en aléa moyen ou fort,.
La commune a été reconnue en état de catastrophe naturelle au titre des dommages causés par des mouvements de terrain en 1999 et 2010.

#### Risque technologique
La commune est en outre située en aval du barrage Mas-Chaban, un ouvrage de classe A situé dans le département de la Charente et construit pour constituer une réserve d’eau de 14 millions de m3. Le PPI a été approuvé en 1999. À ce titre elle est susceptible d’être touchée par l’onde de submersion consécutive à la rupture de cet ouvrage.

## Toponymie
Le nom vient de saint Saviol, un archidiacre du Ve siècle.
En 1793, le bourg prend le nom de Saviol et, en 1801, il retrouve le nom de Saint-Saviol.

## Histoire
Le territoire converti au christianisme est organisé par Faviol ou Saviol. C’était le premier archidiacre du pagus de Brioux-sur-Boutonne au Ve siècle. Saviol habitait à Mazières-sur-La Beronne, entre Brioux-sur-Boutonne et Melle (Deux-Sèvres), dans l’actuel département des Deux-Sèvres, où il est inhumé. La région est un lieu de passage important comme le rappelle le trésor de plusieurs pièces de monnaie à l’effigie du Richard Cœur de Lion, donc de la fin du XIIe siècle, retrouvé en 1837 lors de la construction de la route Limoges à Nantes.
Le bourg et le chevet de l’église sont détruits pendant la guerre de Cent Ans.
Les guerres de religion et les dragonnades donnent lieu à de nombreuses violences.
Au XIXe siècle, une ligne de chemin de fer reliait la commune de Saint-Saviol à celle de Lussac-les-Châteaux en desservant Civray (Vienne). Cette voie unique était longue de 64 km. Elle fut construite en plusieurs étapes par la Compagnie PO (Paris-Orléans). La première étape : la section Saint-Saviol-Civray-Charroux (Vienne), longue de 17 km a été inaugurée le 15 novembre 1886. La deuxième portion : Charroux-Le Vigeant-Lussac-les-Châteaux, longue de 47 km, fut mise en service cinq ans plus tard soit le 10 août 1891.
En 1948, pour célébrer le centenaire de la Révolution française de 1848 et de la Deuxième République, un arbre de la liberté est planté (un tilleul).
Le 1er janvier 2024, la commune fusionne avec Saint-Macoux pour créer la commune nouvelle de Val-de-Comporté.

## Politique et administration

### Intercommunalité
Depuis 2015, Saint Saviol est dans le canton de Civray (no 6) du département de la Vienne. Avant la réforme des départements, Saint Saviol était dans le canton no 5 de Civray dans la 3e circonscription.

### Liste des maires
| Période   | Période   | Identité                      | Étiquette | Qualité                     |
| --------- | --------- | ----------------------------- | --------- | --------------------------- |
| 1790      | 1793      | Jacques Poitevin              |           |                             |
| 1793      | an III    | André Dussouil                |           |                             |
| an III    | an XII    | Touzalin                      |           |                             |
| an XIII   | 1821      | Cyprien Desvignes             |           |                             |
| 1821      | 1868      | François Baillot              |           |                             |
| 1868      | 1888      | Jean-Baptiste Guillaud-Vallée |           |                             |
| 1888      | 1896      | Pierre Dussouil               |           |                             |
| 1896      | 1898      | Jean Toulat                   |           |                             |
| 1898      | 1925      | Eugène Mady                   |           |                             |
| 1925      | 1943      | Élie Naffrechoux              |           | Conseiller d'arrondissement |
| 1943      | 1959      | Émile Rousseau                |           |                             |
| 1959      | 1961      | Clotaire Hiver                |           |                             |
| 1961      | 1977      | René Duboux                   |           |                             |
| 1977      | mars 2001 | Robert Neveux                 |           |                             |
| mars 2001 | mars 2008 | Pierre Roullet                |           |                             |
| mars 2008 | juin 2020 | Bertrand Geoffret             |           |                             |
| juin 2020 | mars 2021 | Daniel Deschamps              |           |                             |
| mars 2021 | En cours  | Pierre Estève                 |           |                             |

### Instances judiciaires et administratives
La commune relève du tribunal d'instance de Poitiers, du tribunal de grande instance de Poitiers, de la cour d'appel  de Poitiers, du tribunal pour enfants de Poitiers, du conseil de prud'hommes de Poitiers, du tribunal de commerce de Poitiers, du tribunal administratif de Poitiers et de la cour administrative d'appel  de  Bordeaux, du tribunal des pensions de Poitiers, du tribunal des affaires de la Sécurité sociale de la Vienne, de la cour d’assises de la Vienne.

### Services publics
Les réformes successives de La Poste ont conduit à la fermeture de nombreux bureaux de poste ou à leur transformation en simple relais. Toutefois, la commune a pu maintenir le sien.

## Population et société

### Démographie
L'évolution du nombre d'habitants est connue à travers les recensements de la population effectués dans la commune depuis 1793. Pour les communes de moins de 10 000 habitants, une enquête de recensement portant sur toute la population est réalisée tous les cinq ans, les populations de référence des années intermédiaires étant quant à elles estimées par interpolation ou extrapolation. Pour la commune, le premier recensement exhaustif entrant dans le cadre du nouveau dispositif a été réalisé en 2005.

En 2021, la commune comptait 536 habitants, en évolution de +1,71 % par rapport à 2015 (Vienne : +0,6 %, France hors Mayotte : +2,11 %).
| 1793 | 1800 | 1806 | 1821 | 1831 | 1836 | 1841 | 1846 | 1851 |
| ---- | ---- | ---- | ---- | ---- | ---- | ---- | ---- | ---- |
| 889  | 428  | 462  | 479  | 496  | 589  | 624  | 633  | 633  |

| 1856 | 1861 | 1866 | 1872 | 1876 | 1881 | 1886 | 1891 | 1896 |
| ---- | ---- | ---- | ---- | ---- | ---- | ---- | ---- | ---- |
| 624  | 581  | 573  | 551  | 541  | 604  | 568  | 609  | 567  |

| 1901 | 1906 | 1911 | 1921 | 1926 | 1931 | 1936 | 1946 | 1954 |
| ---- | ---- | ---- | ---- | ---- | ---- | ---- | ---- | ---- |
| 591  | 597  | 581  | 549  | 560  | 510  | 536  | 464  | 474  |

| 1962 | 1968 | 1975 | 1982 | 1990 | 1999 | 2005 | 2006 | 2010 |
| ---- | ---- | ---- | ---- | ---- | ---- | ---- | ---- | ---- |
| 499  | 526  | 540  | 585  | 526  | 467  | 454  | 455  | 497  |

| 2015 | 2020 | 2021 | - | - | - | - | - | - |
| ---- | ---- | ---- | - | - | - | - | - | - |
| 527  | 535  | 536  | - | - | - | - | - | - |

En 2008, selon l’Insee, la densité de population de la commune était de 42 hab./km2 contre 61 hab./km2 pour le département, 68 hab./km2 pour la région Poitou-Charentes et 115 hab./km2 pour la France.
Les dernières statistiques démographiques pour la commune de Saint-Saviol ont été fixées en 2009 et publiées en 2012. Il ressort que la mairie administre une population totale de 489 personnes. À cela il faut soustraire les résidences secondaires (7 personnes) pour constater que la population permanente sur le territoire de la commune est de 482 habitants.
La répartition par sexe de la population est la suivante:
- en 1999 : 52 % d'hommes et 48 % de femmes.
- en 2005 : 51,5 % d'hommes et 48,5 % de femmes
- en 2010 : 54 % d'hommes pour 46 % de femmes.

En 2005:
- Le nombre de célibataires était de : 21,6 % dans la population,
- Les couples mariés représentaient 63,6 % de la population et les divorcés 5,6 %.
- Le nombre de veuves et veufs était de 9,2 % à Saint-Saviol.

### Enseignement
La commune de Saint-Saviol dépend de l'Académie de Poitiers (Rectorat de Poitiers) et son école primaire publique dépend de l'Inspection Académique de la Vienne. L’école fait partie d’un Regroupement Pédagogique Intercommunal : la Maternelle et la CP sont à Saint-Saviol puis  le CE1 à CM2 à Saint-Macoux.

## Économie

### Agriculture
Selon la Direction régionale de l'alimentation, de l'agriculture et de la forêt de Poitou-Charentes, il n'y a plus que 7 exploitations agricoles en 2010 contre 11 en 2000.
Les surfaces agricoles utilisées ont augmenté de 6 % et sont passées de 574 hectares en 2000 à 612 hectares en 2010 dont 118 sont irrigables. Ces chiffres indiquent une concentration des terres sur un nombre plus faible d’exploitations. Cette tendance est conforme à l’évolution  constatée sur tout le département de la Vienne puisque de 2000 à 2007, chaque exploitation a gagné en moyenne 20 hectares.
39 % des surfaces agricoles sont destinées à la culture des céréales (blé tendre essentiellement et maïs), 23 % pour les oléagineux (2/3 en colza et 1/3 en tournesol), 21 % pour le fourrage et 13 % reste en herbes.
Les élevages de bovins, d'ovins et de volailles ont disparu au cours de cette décennie. La disparition de l'élevage de moutons est conforme à la tendance globale du département de la Vienne. En effet, le troupeau d’ovins, exclusivement destiné à la production de viande, a diminué de 43,7 % de 1990 à 2007.

### Industrie et services
L’entreprise Poitou Entreposage est l’un des principaux employeurs de la commune. Les toits de ses entrepôts sont équipés d’une grande surface de panneaux solaires, constituant la plus grande centrale photovoltaïque. Deux autres employeurs importants de la commune sont la société SICOB (producteur de charpente industrialisée) et la laiterie coopérative Terra Lacta.
La gare de Saint-Saviol est la seconde du département en volume de fret (stockage de 3 millions de quintaux de céréales).

### Activité et emplois
Le taux d'activité était de 67 % en 2005 et 62,7 % en 1999.
Le taux de chômage en 2005 était de 7,3 % et en 1999 il était de 9,4 %.
Les retraités et les pré-retraités représentaient 32,6 % de la population en 2005 et 24,2 % en 1999.

## Culture locale et patrimoine

### Lieux et monuments

#### Patrimoine religieux
- L'église Saint-Saviol date du XIIIe et du XIVe siècle. La porte de la façade nord est précédée d'un porche à galerie qui date du XVIIIe siècle. C'est un exemple rare d'architecture dans le Civraisien. Le chevet qui est plat, est percé d'une fenêtre ogivale. Il a été  refait au XIVe siècle. L'édifice a été agrandi ensuite en 1788. Dans l'église, il est possible de voir une belle dalle funéraire de pierre du XIVe siècle de Aimery Brothier, chevalier de l'ordre du Temple.

#### Patrimoine civil
- Château de Fayolle qui date de la fin XVe siècle et du début du XVIIIe siècle.
- Château de la Feuilleterre qui a été construit au cours de la première moitié du XIXe siècle. Cette construction a remplacé un château édifié au cours du XVIe siècle. Seul le pigeonnier Nord, couvert de tuiles plates, rtémoigne de cette première construction.

### Personnalités liées à la commune
- Le prêtre Taupin qui est le seul curé du Civraisien à ne pas prêter serment à la constitution civile du clergé.
- Pierre Du Rousseau de Fayolle : il a accompagné La Fayette lors de la guerre d'indépendance des États-Unis. Il meurt à Boston le 26 juin 1780.
- Maire de Saint-Saviol de 1898 à 1925, Eugène Mady est aussi le fondateur de la laiterie coopérative, à Creuillère.